# 菊池英夫
菊池 英夫（きくち ひでお、1930年2月10日 - 2014年9月）は、日本の東洋史学者。

## 経歴
1930年、法学者菊池勇夫の長男として、福岡市に生まれた。1946年に福岡県中学修猷館を卒業し、、旧制第五高等学校文科乙類に進学。1949年に卒業し、九州大学文学部史学科東洋史科に進学した。日野開三郎教授の指導のもと、中国史を専攻した。1952年に卒業し、同大学大学院研究奨学生に採用された。
1957年、九州大学文学部助手となり、1960年に任期満了により退職。この間、福岡県立宗像高等学校、純真女子高等学校において社会科非常勤講師として世界史を担当した。1960年、財団法人東洋文庫研究生となり、社団法人中国研究所所員も兼任。1963年、東洋文庫研究部専任研究員となり、日本女子大学、お茶の水女子大学、明治大学等の非常勤講師を務めた。1966年、浜口重国教授の後任として山梨大学教育学部助教授に就任。1969年、日本学術振興会流動研究員に採用され、京都大学人文科学研究所において研究。
1971年、池田温教授の後任として北海道大学文学部助教授となり、1976年に同大学教授に昇格。1989年、中央大学文学部教授に転じた。東洋中世史を担当し、同大学院文学研究科教授も併任。2000年に註を生大学を退職した。

## 家族・親族
- 父：菊池勇夫は法学者。第9代九州大学総長を務めた。
- 弟：菊池泰二は海洋生物学者。
- 弟：菊池光造は経済学者。
- 弟：菊池高志は法学者。